# ShinMaywa
ShinMaywa Industries, Ltd. (新明和工業株式会社, Shin-Meiwa Kōgyō kabushiki-gaisha, TSE : 7224), est un conglomérat industriel japonais, anciennement Shin Meiwa, basé à Takarazuka. Composé de 23 entreprises, il opère en aéronautique, dans les dispositifs de parcage, dans l’environnement, les véhicules industriels, le câblage. Le groupe est un descendant de l’ancien constructeur aéronautique Kawanishi Kokuki.
L'Inde a entamé en 2014 des négociations pour l'acquisition d'une quinzaine d'avions amphibies US-2. Par l'exportation d'un matériel considéré comme militaire, ShinMaywa signerait une première pour le Japon depuis la fin de la Seconde Guerre mondiale.

## Organisation
ShiMaywa s’organise en cinq divisions spécialisées :
- Industrial machinery systems
- Fluid
- Parking systems
- Aircraft
- Special purpose truck

## Produits

### Avions
- Shin Meiwa D.H.114-TAW, variante sous licence du de Havilland Heron
- Shin Meiwa PS-1 US-1A, le prototype UF-XS est basé sur le Grumman HU-16 Albatross
- ShinMaywa US-2
- U36 et U36A1 renommé U21, variantes militaires sous licence du Learjet 35

### Passerelles d’aéroport
- Série Paxway

### Parkings verticaux
- Série Elepark, avec système de plateau élévateur.

### Camions spécialisés
- Benne à ordures (compactage)
- Benne à gravats : DR2, DR4, DR7, DR8, DR11.
- Bétonnière : MW167, MW300, MW441, MW521.
- Camion d’assainissement : Jet Cleaner, Grit Sweeper, Clean Cuum.
- Benne amovible : Arm-roll, Multi-loader.
- Plate-forme de levage
- Citernes

### Machines à câblage
- Série TR : TR500, TRD401, TRD301, TRD201C